# Castelnuovo Bocca d'Adda
Castelnuovo Bocca d'Adda é uma comuna italiana da região da Lombardia, província de Lodi, com cerca de 1.744 habitantes. Estende-se por uma área de 20 km², tendo uma densidade populacional de 87 hab/km².
Faz fronteira com Crotta d'Adda (CR), Maccastorna, Meleti, Monticelli d'Ongina (PC), Caselle Landi, Caorso (PC).

## História
Este território foi colonizado pelos gauleses insùbres e pelos romanos no século III, e foi importante na Idade Media pela sua posição estrategica entre Piacenza e Cremona.
A cidadezinha se chama Bocca d'Adda porque no seu território o rio Adda joga-se no rio Pó, fazendo quase um percurso de uma grande boca.

## Demografia
| Variação demográfica do município entre 1861 e 2011                               |
|                                                                                   |
| Fonte: Istituto Nazionale di Statistica (ISTAT) - Elaboração gráfica da Wikipedia |

## Outras imagens

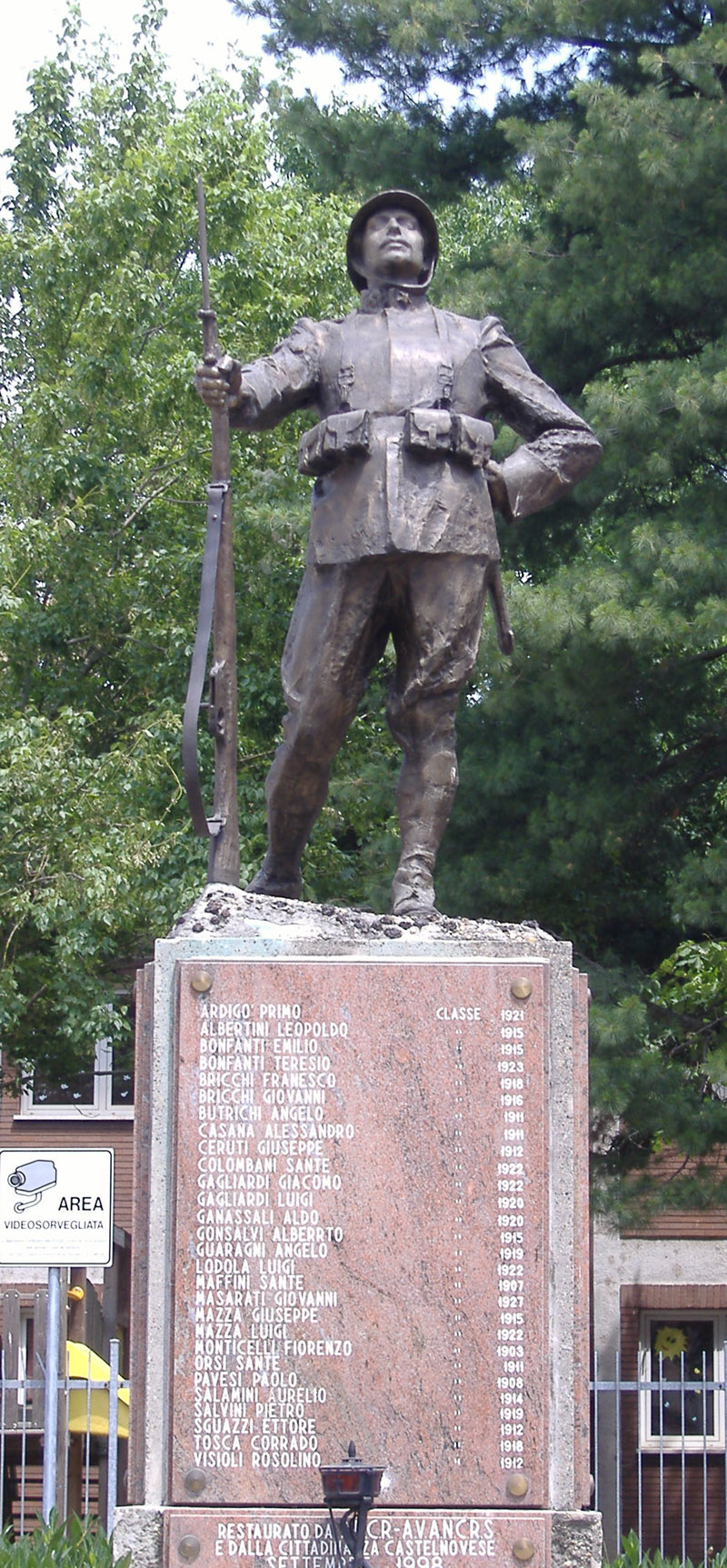
O Monumento aos soldados mortos nas duas Guerras Mundiais
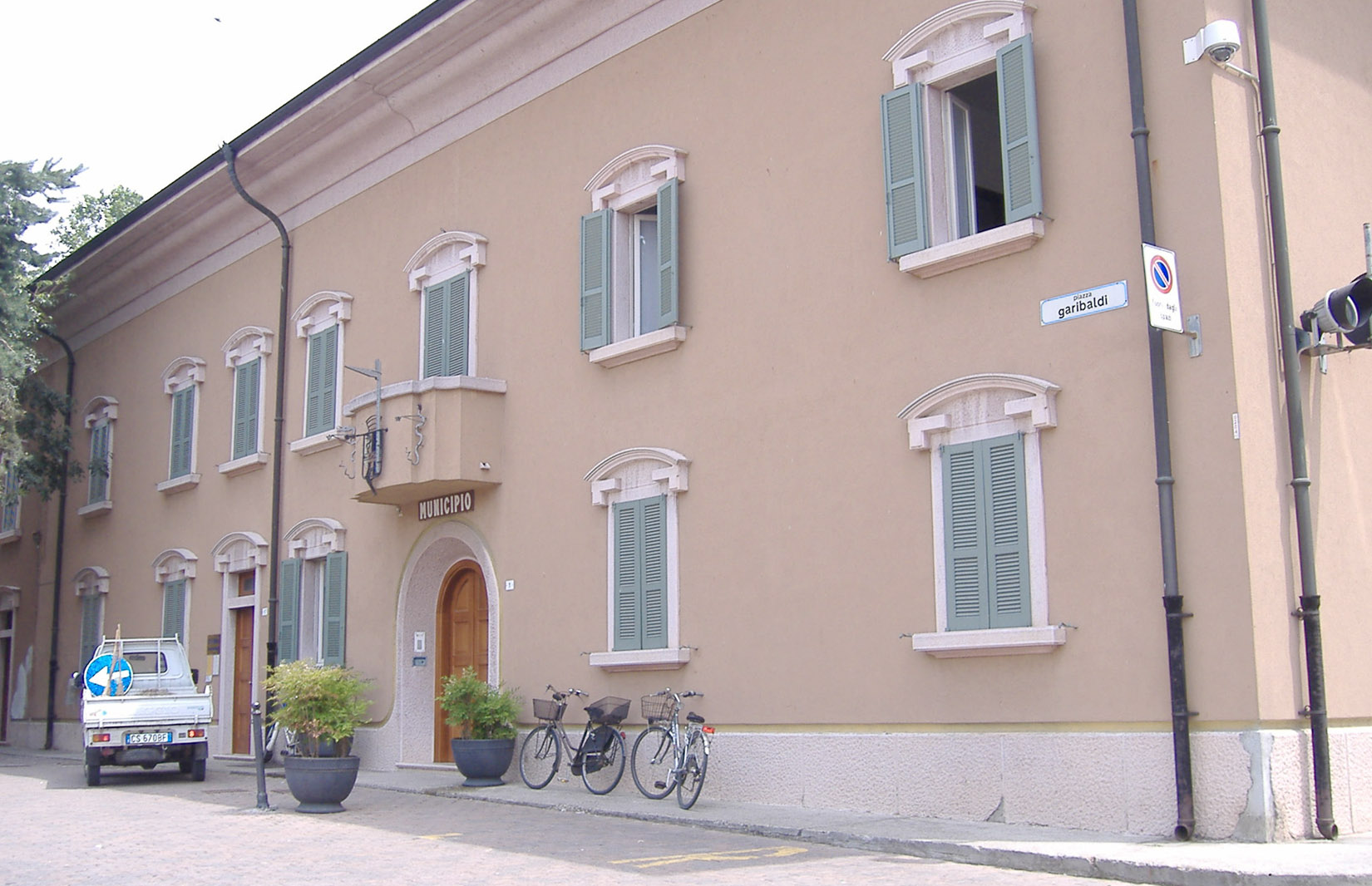
O Palácio Municipal